# بيلي لامبي
بيلي لامبي (بالإنجليزية: Billy Lambe)‏ لاعب ومدرب كرة قدم إنجليزي مواليد 1877، لعب كلاعب وسط لعدة أندية في إنجلترا أهمها أرسنال، مثل نادي برشلونة لكرة القدم أوائل سنة 1912 كلاعب ومدرب وهو في سن 35 عاماً في بضعة مباريات ويعتبر أول مدرب في تاريخ نادي برشلونة.